# Achim Kleist
Achim Kleist, Pseudonym „Frank Lio“, (* 21. April 1965 in Altötting, Bayern) ist ein deutscher Musikproduzent und Komponist in den Bereichen Pop, Rock, Schlager, Film- und Werbemusik. Gemeinsam mit Wolfgang von Webenau leitet er die Musikproduktionsfirma Syndicate Musicproduction.

## Werk

Logo von Syndicate Musicproduction

1993 gründete Kleist nahe München die Musikproduktionsfirma Syndicate Musicproduction. Seit 1998 ist der Produzent Wolfgang von Webenau (Pseudonym „D.Fact“) der musikalische und geschäftliche Partner von Kleist. Kleist konnte seit 1995 über 125 Gold- und Platin-Auszeichnungen für seine Produktionen entgegennehmen. Außerdem waren die von ihm produzierten Singles und Alben über 135-mal in den Top 10 der internationalen Charts.
Einen ersten Charterfolg hatte Kleists Syndicate Musicproduction 1995 mit der Eurodance-Gruppe 3-o-Matic.
1999 gelang Kleist und von Webenau mit dem Titel Mambo No. 5 des Interpreten Lou Bega ein Welthit. Er platzierte sich in den USA auf Platz 1 der Radiocharts, auch erhielt er eine Nominierung für den Grammy Award. Das von Kleist und von Webenau produzierte und mit Lou Bega und Christian Pletschacher gemeinsam geschriebene Album „A Litte Bit Of Mambo“ erzielte Platz 3 der US Billboard Charts. Es erreichte in 34 Ländern Platzierungen in den Hitparaden, davon die meisten Platzierungen in den Top 5. Für seine Leistungen als Produzent wurde Kleist im Jahr 2000 für den Echo nominiert. Auch aufgrund der weltweiten Popularität gilt Mambo No. 5 als eine der erfolgreichsten deutschen Pop-Musikproduktionen überhaupt.
Kleist arbeitet als Produzent und Komponist für deutsche und internationale Künstler unterschiedlicher Genres, darunter:
- Andrea Berg[6]
- Beatrice Egli[7]
- Bro’Sis[8]
- Compay Segundo (Buena Vista Social Club)[9]
- DJ BoBo[10]
- DJ Ötzi[11]
- Feuerherz
- Giorgio Moroder[12]
- Justin Jesso[13]
- Kim Wilde[14]
- Lil Jon[15]
- Lou Bega
- Maite Kelly[16]
- Marina Marx[17]
- Max Raabe[18]
- No Angels[6]
- Right Said Fred[19]
- Sqeezer
- Worlds Apart[8]

Die Gruppe Feuerherz wurde 2014 gegründet. Kleist und von Webenau komponierten und produzierten für Feuerherz bis zu deren Auflösung 2020. Die Gruppe erreichte zwei Top-Ten-Platzierungen in den Albumcharts.
Kleist produziert auch Musik für Filme, Fernsehproduktionen und Werbefilme. Songs oder Kompositionen von Syndicate sind in deutschen Filmen wie Der Schuh des Manitu, Der Wixxer oder Bang Boom Bang – Ein todsicheres Ding zu hören, sowie in internationalen Filmen wie Stuart Little (das Lied 1+1=2) und Madagascar. Mambo No. 5 wurde unter anderem in den Fernsehserien The Office, Die Simpsons und dem Kinofilm Der Grinch verwendet.
Nach Angaben von Syndicate Musicproduction arbeiteten sie im Bereich der Werbemusik mit Konzernen wie BMW, Burger King, McDonald’s, Langnese, Ford, Toyota, Lancia, New York Life und Lego zusammen.

## Diskografie (Auswahl)
Singles

| Jahr | Titel Interpretation                                    | Höchstplatzierung, Gesamtwochen, AuszeichnungChartplatzierungen (Jahr, Titel, Interpretation, Platzierungen, Wochen, Auszeichnungen, Anmerkungen) | Höchstplatzierung, Gesamtwochen, AuszeichnungChartplatzierungen (Jahr, Titel, Interpretation, Platzierungen, Wochen, Auszeichnungen, Anmerkungen) | Höchstplatzierung, Gesamtwochen, AuszeichnungChartplatzierungen (Jahr, Titel, Interpretation, Platzierungen, Wochen, Auszeichnungen, Anmerkungen) | Höchstplatzierung, Gesamtwochen, AuszeichnungChartplatzierungen (Jahr, Titel, Interpretation, Platzierungen, Wochen, Auszeichnungen, Anmerkungen) | Höchstplatzierung, Gesamtwochen, AuszeichnungChartplatzierungen (Jahr, Titel, Interpretation, Platzierungen, Wochen, Auszeichnungen, Anmerkungen) | Anmerkungen                             |
| Jahr | Titel Interpretation                                    | DE | AT | CH | UK | US | Anmerkungen                             |
| ---- | ------------------------------------------------------- | --- | --- | --- | --- | --- | --------------------------------------- |
| 1994 | Success 3-o-Matic                                       | DE24 (16 Wo.)DE | — | CH42 (2 Wo.)CH | — | — | Erstveröffentlichung: 21. November 1994 |
| 1995 | Hand in Hand 3-o-Matic                                  | DE46 (4 Wo.)DE | — | CH39 (3 Wo.)CH | — | — |                                         |
| 1995 | All I Want Is You 3-o-Matic                             | DE100 (2 Wo.)DE | — | — | — | — |                                         |
| 1995 | When It’s Christmas Time Worlds Apart                   | DE38 (4 Wo.)DE | — | CH14 (3 Wo.)CH | — | — |                                         |
| 1996 | Everybody Worlds Apart                                  | DE22 (15 Wo.)DE | AT21 (12 Wo.)AT | CH17 Gold · (13 Wo.)CH | — | — |                                         |
| 1996 | Blue Jeans Sqeezer                                      | DE16 (17 Wo.)DE | AT28 (5 Wo.)AT | — | — | — | Erstveröffentlichung: 2. Mai 1996       |
| 1996 | Sweet Kisses Sqeezer                                    | DE24 (12 Wo.)DE | — | — | — | — | Erstveröffentlichung: 2. Oktober 1996   |
| 1997 | Saturday Night Sqeezer                                  | DE43 (9 Wo.)DE | — | — | — | — | Erstveröffentlichung: 4. Februar 1997   |
| 1997 | Get It Right Sqeezer mit Mola Adebisi & Bed & Breakfast | DE46 (7 Wo.)DE | — | — | — | — | Erstveröffentlichung: Juni 1997         |
| 1997 | Tamagotchi (Tschoopapa...) Sqeezer                      | DE55 (9 Wo.)DE | — | — | — | — | Erstveröffentlichung: 15. Oktober 1997  |
| 1998 | Without You Sqeezer                                     | DE10 (13 Wo.)DE | AT10 (12 Wo.)AT | CH12 (9 Wo.)CH | — | — | Erstveröffentlichung: 14. April 1998    |
| 1998 | Wake Up! Sqeezer                                        | DE59 (9 Wo.)DE | — | — | — | — | Erstveröffentlichung: 3. August 1998    |
| 1998 | Take My Heart Just Friends                              | DE29 (5 Wo.)DE | — | — | — | — |                                         |
| 1999 | Mambo No. 5 (A Little Bit of…) Lou Bega                 | DE1 ×3Dreifachplatin · (29 Wo.)DE | AT1 ×2Doppelplatin · (23 Wo.)AT | CH1 ×2Doppelplatin · (50 Wo.)CH | UK1 ×2Doppelplatin · (21 Wo.)UK | US3 (22 Wo.)US | Erstveröffentlichung: 19. April 1999    |
| 1999 | I Got a Girl Lou Bega                                   | DE19 (12 Wo.)DE | AT19 (8 Wo.)AT | CH20 (23 Wo.)CH | UK55 (2 Wo.)UK | — | Erstveröffentlichung: 30. August 1999   |
| 1999 | Teenager in Love Fishing for Compliments                | DE65 (9 Wo.)DE | — | — | — | — |                                         |
| 2000 | Tricky, Tricky Lou Bega                                 | — | — | — | — | US74 (3 Wo.)US |                                         |
| 2000 | High On Your Love Tamy                                  | — | — | CH63 (6 Wo.)CH | — | — |                                         |
| 2001 | M.U.S.I.C. Tears                                        | DE90 (1 Wo.)DE | — | CH1 Gold · (13 Wo.)CH | — | — | Erstveröffentlichung: 26. November 2001 |
| 2002 | Dreamin’ Tears                                          | — | — | CH9 (21 Wo.)CH | — | — | Erstveröffentlichung: 11. März 2002     |
| 2002 | Like Ice in the Sunshine No Angels                      | DE1 (16 Wo.)DE | AT1 Gold · (21 Wo.)AT | CH11 (15 Wo.)CH | — | — | Erstveröffentlichung: 6. Mai 2002       |
| 2002 | Heaven Must Be Missing an Angel Bro’Sis                 | DE9 (11 Wo.)DE | AT29 (14 Wo.)AT | CH35 (9 Wo.)CH | — | — | Erstveröffentlichung: 3. Juni 2002      |
| 2003 | Burger Dance DJ Ötzi                                    | DE1 Gold · (16 Wo.)DE | AT3 Gold · (23 Wo.)AT | CH7 (13 Wo.)CH | — | — | Erstveröffentlichung: 28. Juli 2003     |
| 2003 | Umlaufbahn Timo Langner                                 | DE75 (2 Wo.)DE | — | — | — | — |                                         |
| 2004 | The Wizard Right Said Fred feat. Anke Engelke           | DE52 (3 Wo.)DE | — | — | — | — | Soundtrack zum Film Der Wixxer          |
| 2005 | Pirates of Dance DJ BoBo                                | DE16 (9 Wo.)DE | AT43 (4 Wo.)AT | CH3 (14 Wo.)CH | — | — | Erstveröffentlichung: 17. Januar 2005   |
| 2005 | Ilarie Las Chicas                                       | DE78 (6 Wo.)DE | AT48 (4 Wo.)AT | CH56 (7 Wo.)CH | — | — |                                         |
| 2006 | Mosquito Loco Loco                                      | DE67 (4 Wo.)DE | — | — | — | — | u. a. Platz 3 in den spanischen Charts  |
| 2008 | Olé Olé DJ BoBo                                         | DE58 (9 Wo.)DE | — | CH12 (13 Wo.)CH | — | — | Erstveröffentlichung: 11. April 2008    |
| 2010 | Superstar DJ BoBo                                       | DE41 (4 Wo.)DE | AT72 (1 Wo.)AT | CH14 (7 Wo.)CH | — | — | Erstveröffentlichung: 5. Februar 2010   |
| 2010 | Boyfriend Lou Bega                                      | DE71 (1 Wo.)DE | — | — | — | — | Erstveröffentlichung: 21. Mai 2010      |
| 2010 | Sweet Like Cola Lou Bega                                | DE38 (5 Wo.)DE | — | — | — | — |                                         |
| 2010 | Sommer lass mich nicht allein Buddy feat. Meri          | DE69 (1 Wo.)DE | — | — | — | — |                                         |
| 2011 | Everybody’s Gonna Dance DJ BoBo                         | DE70 (1 Wo.)DE | — | CH72 (1 Wo.)CH | — | — | Erstveröffentlichung: 11. November 2011 |
| 2012 | La vida es DJ BoBo                                      | DE81 (1 Wo.)DE | — | — | — | — | Erstveröffentlichung: 9. März 2012      |
| 2013 | Sununga Bê                                              | DE79 (3 Wo.)DE | — | — | — | — |                                         |
| 2013 | Everybody DJ BoBo & Inna                                | DE60 (1 Wo.)DE | — | — | — | — |                                         |

## Albumproduktionen (Auswahl)
Autorenbeteiligungen und Produktionen (komplette Alben)
- 1998 Streetlife – Sqeezer[27]
- 1999 A Little Bit of Mambo – Lou Bega[28]
- 2015 Verdammt guter Tag – Feuerherz[29]
- 2016 Genau wie du – Feuerherz[30]
- 2018 Feuerherz – Feuerherz[30]
- 2019 Vier – Feuerherz[30]
- 2020 Der geilste Fehler – Marina Marx[31]

Weitere Autorenbeteiligungen und Produktionen
- 1995 Everybody – Worlds Apart (drei Titel, darunter Everybody und (I Miss You) Like The Sunshine)[32][33]
- 2001 Planet Colors – DJ BoBo (Titel Tell Me Why und Top of the World)[34]
- 2002 Never Forget (Where You Come From) – Bro’Sis (drei Titel, darunter Heaven Must Me Be Missing An Angel)[35]
- 2002 En Rouge – Tears (vier Titel)[36]
- 2002 Superhits II – Max Raabe & das Palast Orchester (acht Titel)[37]
- 2002 Today Is the Day – DJ Ötzi (drei Titel, darunter Burger Dance und Summer of 69)[38]
- 2002:Now … Us! – No Angels (Produktion des Titels Like Ice in the Sunshine)[39]
- 2003 Visions – DJ BoBo (mehrere Titel)[40]
- 2003 Welcome – Patrick Nuo (Titel Gone)[41]
- 2005 Pirates of Dance – DJ BoBo (fünf Titel, darunter Pirates of Dance und Hey Nanana)[42]
- 2006 Absolute – Mike Leon Grosch (Titel 24 Hours)[30]
- 2007 Fly Away – Banaroo (Titel Be My Satellite)[43]
- 2007 Vampires – DJ BoBo (zwei Titel Creature of the Night und Dangerous)[30]
- 2007 All 4 One – BeFour (Titel Zero Gravity)[44]
- 2007 Mach dich bereit – Luttenberger*Klug (Titel Gefangen im Jetzt)[45]
- 2008 Olé Olé – The Party – DJ BoBo (zwei Titel Let the Games begin und The Sun will Shine on You)[30]
- 2011 Dancing Las Vegas – DJ BoBo (neun Titel, darunter Gotta Go und La Vida Es)[46]
- 2013 Atlantis – Andrea Berg (sechs Titel, darunter Im nächsten Leben und Auf zu neuen Abenteuern)[47]
- 2013 Reloaded – DJ BoBo (zwei Titel)[48]
- 2014 Circus – DJ BoBo (sechs Titel, darunter Fiesta Loca und Are You Ready to Party)[30]
- 2015 Déjà Vu – Giorgio Moroder (drei Titel, City Lights, La Disco und 4 U With Love)[49]
- 2016 Seelenbeben – Andrea Berg (vier Titel, darunter Sternenträumer)[50]
- 2019 Mosaik – Andrea Berg (Titel Hallo Houston)[51]
- 2023 Balance – Beatrice Egli (zwei Titel Herzgesteuert und Lüg nochmal so schön)[30]

## Auszeichnungen für Musikverkäufe
Anmerkung: Auszeichnungen in Ländern aus den Charttabellen bzw. Chartboxen sind in ebendiesen zu finden.
| Land/RegionAuszeichnungen für Musikverkäufe (Land/Region, Auszeichnungen, Verkäufe, Quellen) | Silber  | Gold       | Platin       | Diamant     | Verkäufe    | Quellen                                                                      |
| -------------------------------------------------------------------------------------------- | ------- | ---------- | ------------ | ----------- | ----------- | ---------------------------------------------------------------------------- |
| Australien (ARIA)                                                                            | —       | —          | 5× Platin5   | —           | 420.000     | aria.com.au                                                                  |
| Belgien (BRMA)                                                                               | —       | Gold1      | 3× Platin3   | —           | 175.000     | ultratop.be                                                                  |
| Brasilien (PMB)                                                                              | —       | Gold1      | —            | —           | 100.000     | lou-bega.com                                                                 |
| Chile (IFPI)                                                                                 | —       | —          | 2× Platin2   | —           | 50.000      | lou-bega.com                                                                 |
| Dänemark (IFPI)                                                                              | —       | —          | Platin1      | —           | 90.000      | ifpi.dk                                                                      |
| Deutschland (BVMI)                                                                           | —       | 10× Gold10 | 15× Platin15 | —           | 3.650.000   | musikindustrie.de                                                            |
| Europa (IFPI)                                                                                | —       | —          | Platin1      | —           | (1.000.000) | ifpi.org                                                                     |
| Finnland (IFPI)                                                                              | —       | Gold1      | —            | —           | 20.000      | lou-bega.com                                                                 |
| Frankreich (SNEP)                                                                            | Silber1 | Gold1      | Platin1      | 2× Diamant2 | 1.300.000   | infodisc.fr snepmusique.com                                                  |
| Golf-Kooperationsrat (IFPI)                                                                  | —       | —          | Platin1      | —           | 30.000      | lou-bega.com                                                                 |
| Griechenland (IFPI)                                                                          | —       | 2× Gold2   | —            | —           | 30.000      | lou-bega.com                                                                 |
| Indien (IMI)                                                                                 | —       | —          | Platin1      | —           | 50.000      | lou-bega.com                                                                 |
| Indonesien (ASIRI)                                                                           | —       | —          | Platin1      | —           | 50.000      | lou-bega.com                                                                 |
| Irland (IRMA)                                                                                | —       | —          | 2× Platin2   | —           | 30.000      |                                                                              |
| Italien (FIMI)                                                                               | —       | —          | 2× Platin2   | —           | 135.000     | fimi.it                                                                      |
| Kanada (MC)                                                                                  | —       | —          | 5× Platin5   | —           | 500.000     | musiccanada.com                                                              |
| Malaysia (RIM)                                                                               | —       | Gold1      | —            | —           | 25.000      | lou-bega.com                                                                 |
| Mexiko (AMPROFON)                                                                            | —       | 2× Gold2   | Platin1      | —           | 425.000     | amprofon.com.mx                                                              |
| Neuseeland (RMNZ)                                                                            | —       | —          | 4× Platin4   | —           | 45.000      | aotearoamusiccharts.co.nz                                                    |
| Niederlande (NVPI)                                                                           | —       | Gold1      | Platin1      | —           | 150.000     | nvpi.nl                                                                      |
| Norwegen (IFPI)                                                                              | —       | Gold1      | 2× Platin2   | —           | 25.000      | lou-bega.com                                                                 |
| Österreich (IFPI)                                                                            | —       | 4× Gold4   | 7× Platin7   | —           | 125.000     | ifpi.at, ifpi.at                                                             |
| Philippinen (PARI)                                                                           | —       | —          | 2× Platin2   | —           | 80.000      | lou-bega.com                                                                 |
| Polen (ZPAV)                                                                                 | —       | Gold1      | —            | —           | 50.000      | olis.pl                                                                      |
| Portugal (AFP)                                                                               | —       | —          | Platin1      | —           | 40.000      | lou-bega.com                                                                 |
| Schweden (IFPI)                                                                              | —       | 3× Gold3   | 3× Platin3   | —           | 145.000     | sverigetopplistan.se ifpi.se (Memento vom 25. Juli 2011 im Internet Archive) |
| Schweiz (IFPI)                                                                               | —       | 8× Gold8   | 8× Platin8   | —           | 150.000     | hitparade.ch                                                                 |
| Singapur (RIAS)                                                                              | —       | Gold1      | —            | —           | 7.500       | lou-bega.com                                                                 |
| Spanien (Promusicae)                                                                         | —       | Gold1      | Platin1      | —           | 150.000     | elportaldemusica.es                                                          |
| Südafrika (RISA)                                                                             | —       | Gold1      | —            | —           | 25.000      | lou-bega.com                                                                 |
| Taiwan (RIT)                                                                                 | —       | Gold1      | —            | —           | 25.000      | lou-bega.com                                                                 |
| Thailand (TECA)                                                                              | —       | Gold1      | —            | —           | 25.000      | lou-bega.com                                                                 |
| Tschechien (IFPI)                                                                            | —       | 2× Gold2   | —            | —           | 30.000      | lou-bega.com                                                                 |
| Ungarn (MAHASZ)                                                                              | —       | Gold1      | —            | —           | 25.000      | lou-bega.com                                                                 |
| Venezuela (APFV)                                                                             | —       | Gold1      | —            | —           | 10.000      | lou-bega.com                                                                 |
| Vereinigte Staaten (RIAA)                                                                    | —       | Gold1      | 3× Platin3   | —           | 3.000.000   | riaa.com                                                                     |
| Vereinigtes Königreich (BPI)                                                                 | —       | Gold1      | 2× Platin2   | —           | 1.600.000   | bpi.co.uk                                                                    |
| Insgesamt                                                                                    | Silber1 | 48× Gold48 | 75× Platin75 | 2× Diamant2 |             |                                                                              |

## Titel für Kino und Fernsehen (Auswahl)
- 1998: Stuart Little
- 1999: Bang Boom Bang – Ein todsicheres Ding
- 1999: Ally McBeal (Fernsehserie, eine Folge)[52]
- 2000: Jet Set[53]
- 2000: Der Grinch (How the Grinch Stole Christmas)
- 2001: Der Schuh des Manitu
- 2001: Just Visiting[54]
- 2004: Der Wixxer
- 2004: Die Simpsons (The Simpsons, Fernsehserie, Folge The Ziff Who Came to Dinner)[54]
- 2005: The Office (Fernsehserie, zwei Folgen)[54]
- 2006: Madagascar
- 2009: Fired Up![54]
- 2010: Alpha und Omega (Alpha and Omega)[54]
- 2018: Nur ein kleiner Gefallen (A Simple Favor)[54]
- 2019: Was Männer wollen (What Men Want)[54]